# Myrsine hermogenesii
Myrsine hermogenesii är en viveväxtart som först beskrevs av Jung-mend. och Bernacci, och fick sitt nu gällande namn av M.F.Freitas och Kin.-gouv. Myrsine hermogenesii ingår i släktet Myrsine och familjen viveväxter. Inga underarter finns listade i Catalogue of Life.